# Simon Gotch
Seth Lesser (nacido el 18 de octubre de 1982) es un luchador profesional estadounidense que lucha actualmente en circuito independiente bajo el nombre de Simon Grimm. Es más conocido por su paso en la WWE bajo el nombre de Simon Gotch, en donde tuvo un reinado con los Campeonatos en Parejas de NXT junto con Aiden English, quienes eran conocidos colectivamente como The Vaudevillains.

## Carrera

### Circuito independiente (2002–2013)
En febrero de 2006, Smith hizo una aparición en Total Nonstop Action Wrestling, disputando un combate 3 contra 3 como parte de La Migra junto a Donovan Morgan y Mike Modest, perdiendo ante The Latin American Xchange (Machete, Konnan y Hernández).

### WWE (2013–2017)

#### NXT (2013–2016)
En junio de 2013, Lesser firmó un contrato de desarrollo con la WWE y fue asignado a su territorio de desarrollo WWE NXT, donde adoptó el nombre de Simon Gotch (un homenaje a Frank y Karl Gotch). En junio de 2014, Gotch formó un equipo con Aiden English conocido como The Vaudevillains, con el gimmick de un par de artistas de vodevil del período antiguo. The Vaudevillains hicieron su debut en el ring como equipo en el episodio del 19 de junio de NXT, derrotando a Angelo Dawkins y Travis Tyler. El 14 de agosto comenzaron su participación en el torneo para decidir a los aspirantes al Campeonato en Parejas de NXT, derrotando en la primera ronda a Mojo Rawley y Bull Dempsey. Tras imponerse la semana siguiente a Enzo Amore y Colin Cassady en semifinales, el 4 de septiembre fueron derrotados en la final por Sin Cara y Kalisto. El 11 de diciembre en NXT TakeOver: R Evolution tuvieron una opción al título ante los ahora llamados The Lucha Dragons, pero volvieron a perder ante los campeones.

#### 2016
En el episodio del 7 de abril de 2016 de SmackDown, The Vaudevillains hicieron su debut en el roster principal, derrotando a The Lucha Dragons. En el episodio del 11 de abril de Raw, The Vaudevillains se dieron a conocer como uno de los equipos a participar en el torneo para decidir a los contendientes por el Campeonato en Parejas de la WWE, donde derrotaron a Goldust y Fandango en la primera ronda más tarde esa semana en SmackDown y a The Usos en el episodio del 18 de abril de Raw en las semifinales. En Payback, The Vaudevillains se enfrentaron a Enzo Amore & Colin Cassady en las final del torneo. La lucha terminó sin resultado debido a una conmoción cerebral legítima sufrida por Amore, y The Vaudevillains fueron declarados los contendientes. En Extreme Rules, The Vaudevillains perdieron ante los campeones, The New Day. Tras el Draft, fueron enviados junto con Aiden English a Smackdown Live.

#### 2017
Siguieron sin ser relevantes en Smackdown Live, perdiendo la mayoría de sus combates. En Elimination Chamber tuvieron una oportunidad por los Campeonatos en Pareja de Smackdown, en un Tag Team Turmoil Match, pero fracasaron. En WrestleMania 33 participó en un battle royal por el trofeo en memoria a Andre the Giant, pero fue eliminado por Braun Strowman. El 5 de abril de 2017 pidió su liberación de su contrato.

### Regreso al circuito independiente (2017-presente)
Después de su despido de la WWE, Lesser regresó al circuito independiente, adoptando el nombre de anillo "Simon Grimm". El 23 de julio de 2017, Grimm ganaría su primer título de individuales cuando derrotara a Daisuke Sekimoto y  Doug Williams  por el Campeonato de Deportes XWA Frontier vacante en Colchester, Inglaterra. Menos de una semana después, Lesser lucharía por Pro Wrestling Pride derrotando a Doug Williams y Ultimo Tiger. En septiembre, Grimm se asoció con Dasher Hatfield y Mark Angelosetti en el torneo Chikara  2017 King of Trios, donde llegaron a los cuartos de final, antes de perder ante Pete Dunne, Trent Seven British Strong Style Tyler Bate. Grimm hizo su debut en  ROH el 24 de diciembre de 2017 ROH taping donde se asoció con Flip Gordon, donde se enfrentaron a The Dawgs (Rhett Titus y Will Ferrara) en un esfuerzo perdedor. En una entrevista el 24 de abril de 2018, Grimm reveló que WWE había dejado caer la marca comercial al nombre "Simon Gotch", y comenzó a usar el nombre en promociones independientes poco después.

### Major League Wrestling (2018–2021)
A principios de 2018, Gotch comenzó a luchar por Gangrel. Major League Wrestling (MLW). Poco después se uniría al equipo de Tom Lawlor, Filthy, que incluía a Lawlor y Fred Yehi , entre otros. En su primer partido, se unió al Seth Petruzelli del Equipo Filthy para derrotar al Equipo TBD (Jason Cade y Jimmy Yuta). Gotch luego comenzó a sostener el "Desafío de lucha de premios de Simon Gotch" desafiando a cualquiera a durar cinco minutos en un combate de exhibición con él, sin ser atrapado o entregado, siendo el premio una supuesta gran cantidad, pero en realidad una pequeña cantidad de dinero. El primer desafío tuvo lugar el 3 de mayo de 2018. Esto se prolongó durante unos meses, derrotando a talentos locales en su mayoría, con leyendas como mezcló. Durante la historia de Lawlor con Low Ki sobre el Campeonato Mundial Peso Pesado de MLW, Gotch llevó a Lawlor a una emboscada de la facción de Promociones Dorado de Ki. La disputa llegó a su punto de ebullición en un episodio de MLW Fusion diciembre, donde Gotch se enfrentó a Lawlor en un combate "sin cuerdas, sin descalificación", que fue ganado por Lawlor.
Luego de su traición a Lawlor, fue derrotado por Ace Romero en su primera derrota durante un Desafío de Lucha contra el Premio Simon Gotch el 2 de enero de 2019. Gotch regresaría a MLW Fusion el 2 de marzo de 2019, formando la facción del talón Contra Unit Con el debutante Jacob Fatu y Josef Samael. En su debut, atacaron al nuevo campeón mundial de peso pesado de MLW, Tom Lawlor, luego de su combate en la jaula contra Low Ki en Intimidation Games. La semana siguiente, Contra Unit atacó a Ace Romero durante su lucha con Gotch.

## En lucha
- Movimientos finales
  - Gentleman's Clutch[2] (Bridging cobra clutch underhook suplex)[2][16]
  - Brock Samson's Revenge (Tiger Driver)[17] (circuito independiente)
- Movimientos de firma
  - Backbreaker

- Con Aiden English
  - Movimientos finales en equipo
    - Rolling fireman's carry slam (Gotch) seguido de un That's A Wrap (English)[5]

- Apodos
  - "The Gentleman Bruiser"[2]
  - "The Steam-Powered Madman"[2]

## Campeonatos y logros
- World League Wrestling
  - WLW Tag Team Championship (1 vez) – con Elvis Aliaga[1]
  - XWA Frontier Sports Championship (1 vez)

- WWE
  - NXT Tag Team Championship (1 vez) con Aiden English